# Bečov nad Teplou
Bečov nad Teplou (in tedesco Petschau) è una città della Repubblica Ceca facente parte del distretto di Karlovy Vary, nella regione omonima.

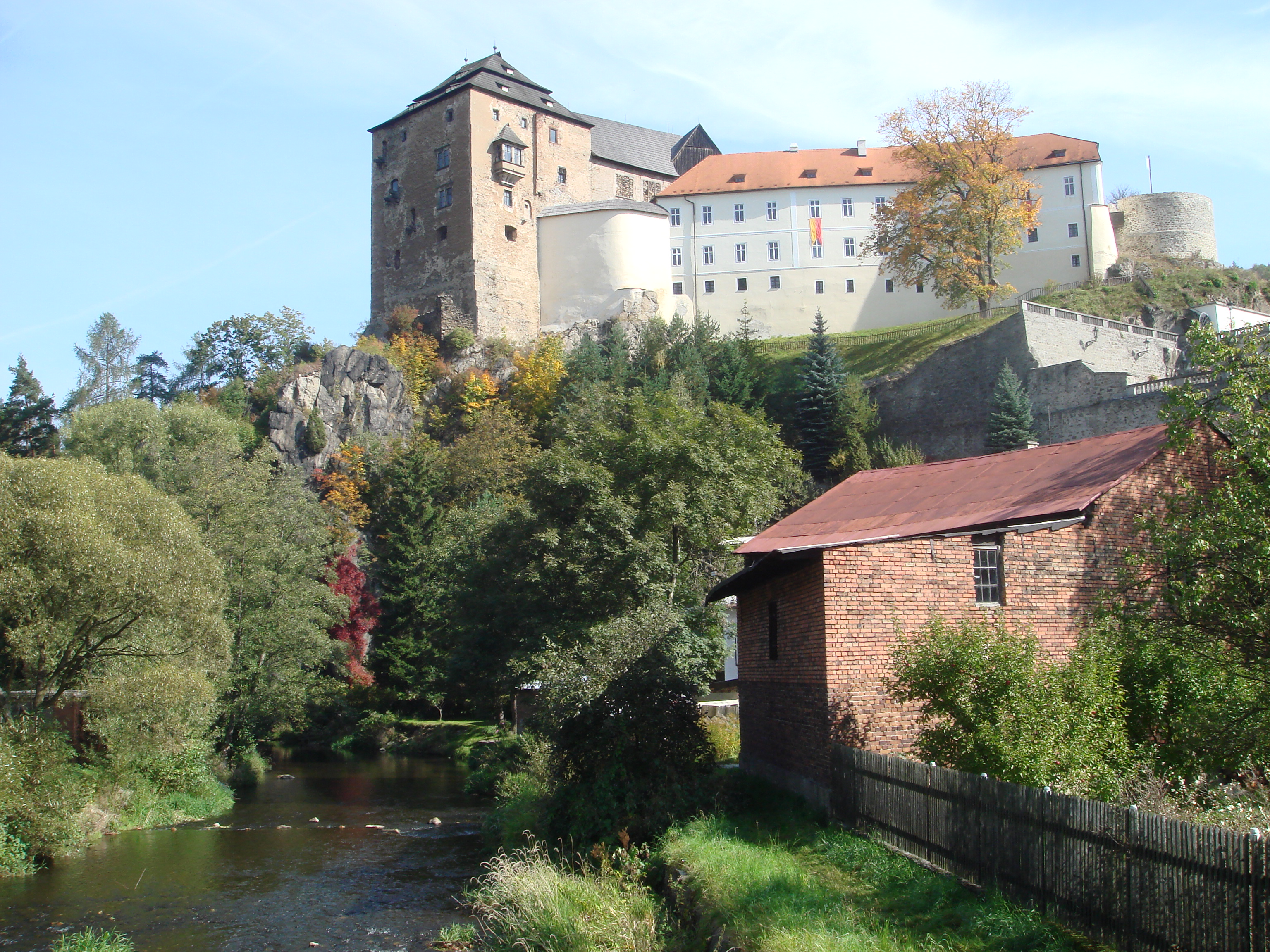
Il castello

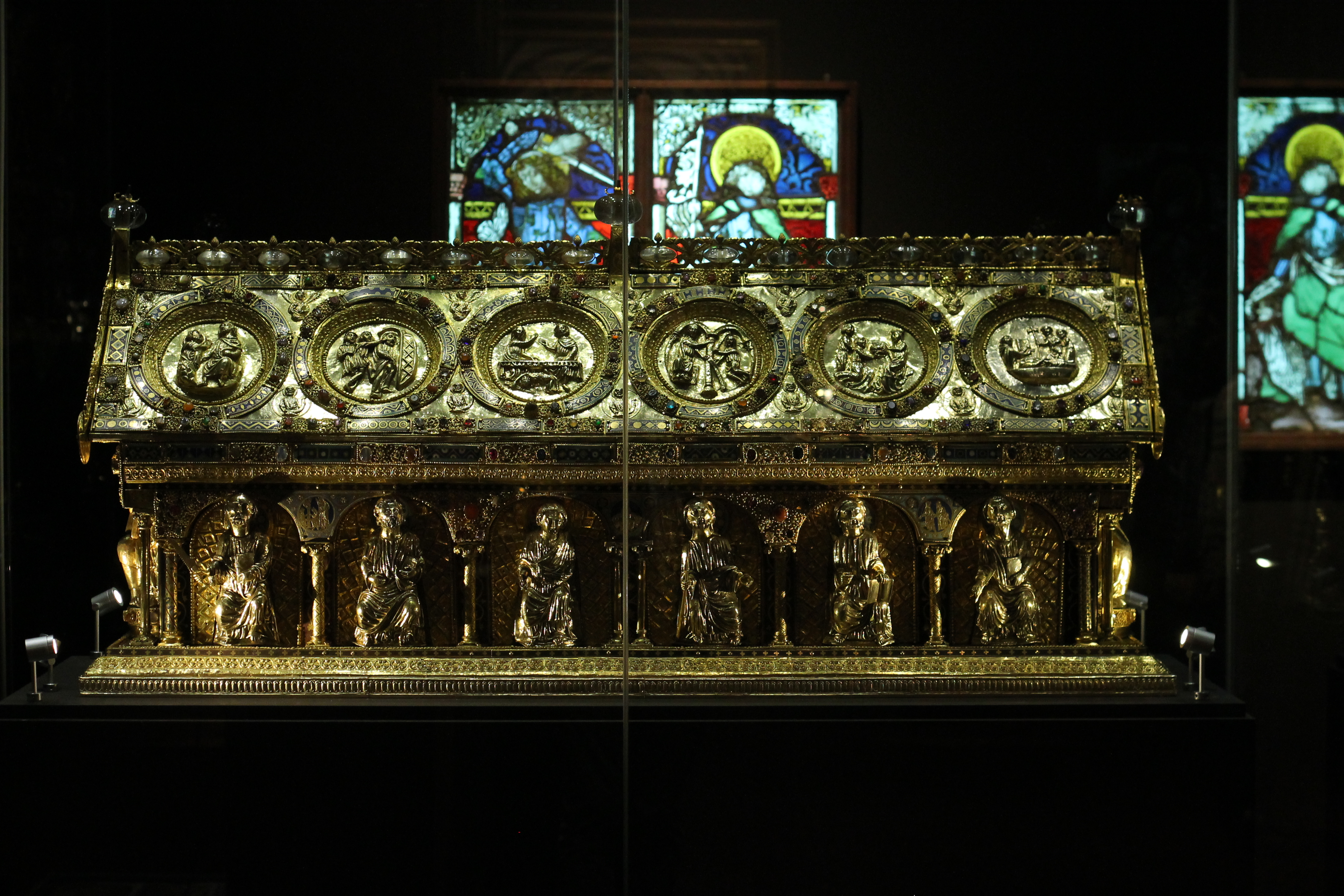
Il reliquiario di san Mauro

## Il castello di Bečov
Il castello sorge su un'ampia zona in rilievo.  Comprende:
- la fortezza superiore, la parte più antica conservatasi, risalente al XIV secolo,
- le "case Pluhov", della prima metà del XVI secolo,
- il castello nuovo, con fondamenta del XVI secolo, ricostruito nel XVIII e XIX secolo.

Il castello conserva una esposizione di arti figurative gotiche, rinascimentali e barocche.
L'oggetto più prezioso, tra quelli conservati, è il reliquiario di san Mauro, d'oro massiccio, del XIII secolo.
Le aree della fortezza e del castello sono state oggetto di restauro tra la fine degli anni novanta e l'inizio del secolo attuale.